# Grabowska Huta
Grabowska Huta is een plaats in het Poolse district  Kościerski, woiwodschap Pommeren. De plaats maakt deel uit van de gemeente Nowa Karczma en telt 74 inwoners.